# Angela Escher
Angela Escher (* 16. März 1985) ist eine Schweizer Politikerin (Grüne).

## Leben
Angela Escher wuchs in Brig auf. Sie studierte Internationale Beziehungen an der Universität Genf und schloss 2014 das Studium der Politikwissenschaft an der Universität Bern ab. Sie war anschliessend in der Entwicklungszusammenarbeit tätig und ist seit 2019 Geschäftsführerin des WWF Oberwallis. Angela Escher lebt in Brig-Glis.

## Politik
Angela Escher wurde bei den Wahlen 2021 als Suppleantin in den Grossen Rat des Kantons Wallis gewählt.
Escher ist seit 2021 Vorstandsmitglied der Grünen Oberwallis.